# Giuseppe Adobati Carrara
Giuseppe Adobati Carrara (ur. 12 września 1969) – duchowny katolicki, pasjonista, od 2024 przełożony generalny Zgromadzenia Męki Pańskiej.

## Życiorys
Urodzony 12 września 1969. 17 października 2024 roku podczas 48. Kapituły Generalnej Zgromadzenia Męki Pańskiej został wybrany dwudziestym szóstym przełożonym generalnym swojego zgromadzenia zakonnego.